# 東トルキスタン共和国の旗
東トルキスタン共和国の旗は、青地に白の三日月と五角星を配した旗。名称はキョック・バイラック（Kök Bayraq、「青い旗」の意）。
なお、中華人民共和国の統治下にある新疆ウイグル自治区では、キョック・バイラックの掲揚は厳しく禁じられており、発覚した場合は旗を掲揚した罪で即座に逮捕され、禁固刑などの実刑に処される。
中国以外ではキョック・バイラックはウイグル関係のデモ（2008年北京オリンピックの聖火リレーなど）もしくは中国に対するデモ（2010年尖閣諸島抗議デモなど）で頻繁に使用されており、ウイグル支援者らの間では新疆ウイグル自治区の独立を祈願する旗となっている。

第1次東トルキスタン共和国の国旗（1933年-1934年）
第2次東トルキスタン共和国の国旗（1944年-1949年）